# نيلسن إلياس
نيلسن إلياس (بالبرتغالية: Nielsen Elias‏) (19 يونيو 1952 بريو دي جانيرو في البرازيل - ) هو لاعب كرة قدم برازيلي في مركز حراسة المرمى، شارك في الألعاب الأولمبية الصيفية 1972. ولعب مع نادي فلامنغو ونادي فلومينينسي.

## وصلات خارجية
- نيلسن إلياس على موقع قاعدة بيانات كرة القدم.إي يو (الإنجليزية)
- نيلسن إلياس على موقع أوليمبيديا (الإنجليزية)